# Saint-Puy
Saint-Puy este o comună în departamentul Gers din sudul Franței. În 2009 avea o populație de 586 de locuitori.

## Evoluția populației
| An        | 1975 | 1982 | 1990 | 1999 | 2006 | 2009 |
| --------- | ---- | ---- | ---- | ---- | ---- | ---- |
| Populație | 669  | 601  | 595  | 603  | 570  | 586  |